# Wolschheim
 Wolschheim (en alsacià Wolsche) és un municipi francès, situat a la regió del Gran Est, al departament del Baix Rin. L'any 1999 tenia 296 habitants.
Forma part del cantó de Saverne, del districte de Saverne i de la Comunitat de comunes del Pays de Saverne.

## Demografia
| 1962 | 1968 | 1975 | 1982 | 1990 | 1999 |
| ---- | ---- | ---- | ---- | ---- | ---- |
| 217  | 239  | 235  | 247  | 265  | 296  |

## Administració
| Període   | Identitat            | Partit |
| --------- | -------------------- | ------ |
| 2001-2008 | Jean-Georges Sorgius |        |
| 2008-     | Gérard Andrès-Kuhn   |        |